# Karate Chop
Karate Chop is een computerspel dat werd ontwikkeld door Technos Japan Corperation en werd uitgegeven door Data East USA. Het spel kwam in 1985 als eerste uit voor de Apple II en de Commodore 64. Een jaar later werd het spel uitgebracht voor de Nintendo Entertainment System. Het vechtspel kan bediend worden door één of twee spelers.

## Platforms
| Jaar | Platform                          |
| ---- | --------------------------------- |
| 1984 | Arcade                            |
| 1985 | Apple II, Commodore 64            |
| 1986 | NES                               |
| 2010 | Wii Virtual Console, iPad, iPhone |

## Ontvangst
| Beoordeeld door       | Platform | Jaar | Score |
| --------------------- | -------- | ---- | ----- |
| Modojo                | iPhone   | 2010 | 80%   |
| All Game Guide        | Arcade   | 1998 | 80%   |
| App Spy               | iPhone   | 2010 | 80%   |
| IGN Canada            | iPhone   | 2010 | 77%   |
| Slide To Play         | iPhone   | 2010 | 75%   |
| 148apps               | iPhone   | 2010 | 60%   |
| HonestGamers          | NES      | 2003 | 10%   |
| The Review Busters    | NES      | 2011 | 10%   |
| The Video Game Critic | NES      | 2001 | 0%    |